# ビョルン・エンゲルス
ビョルン・エンゲルス（Björn Engels  ,  1994年9月15日 - ）は、ベルギー・オースト＝フランデレン州カプライケ出身のプロサッカー選手。ベルギー・ファースト・ディビジョンA・ロイヤル・アントワープFC所属。ポジションはDF。

## 来歴
12歳の時にクラブ・ブルッヘのユースアカデミーに入団。2011-12シーズンに二種登録でトップチームに昇格。2012年9月20日のUEFAヨーロッパリーグのFCジロンダン・ボルドー戦でプロデビュー。2012-13シーズン終了後にプロ契約を結び、3年契約を締結。2013-14シーズンに本格的にリーグデビュー。同シーズンは33試合5得点を記録し、リーグ最優秀若手選手賞の候補に挙がった。その後ベルギー・ファースト・ディビジョンAやベルギー・カップで優勝を経験。2016年夏には、アーセナルFC、ボルシア・ドルトムントなどの有力チームが、エンゲルスの獲得に興味を示した。
2017年8月30日、オリンピアコスFCに移籍。同年10月31日のUEFAチャンピオンズリーグ・グループリーグのFCバルセロナ戦では、同胞GK・シルヴィオ・プロトの活躍もあり、0-0のクリーンシートを演出。加入1年目はリーグ戦17試合3得点を記録した。
2018年8月、スタッド・ランスへのローン移籍が決定。加入後先発に定着し、2019年3月には完全移籍が成立。33試合1得点を記録。
2019年7月10日、アストン・ヴィラFCと契約したことが発表された。
2021年6月18日、ロイヤル・アントワープFCと契約した。

## 代表経歴
2011年からユース世代のベルギー代表に招集され、2017年にはUEFA U-21欧州選手権に出場した。
フル代表には2016年3月に初招集。同年フランスで開催されたUEFA EURO 2016の代表候補にも挙がっていたものの、負傷で落選。2018 FIFAワールドカップも招集外に終わった。